# Alloperla caddo
Alloperla caddo is een steenvlieg uit de familie groene steenvliegen (Chloroperlidae). De wetenschappelijke naam van de soort is voor het eerst geldig gepubliceerd in 1987 door Poulton & Stewart.